# Shim Eun-jung
Shim Eun-jung (in hangŭl: 심은정; 8 giugno 1971) è un'ex giocatrice di badminton sudcoreana.

## Palmarès
Olimpiadi
- 1 medaglia:
  - 1 bronzo (Barcellona 1992 nel doppio)